# 27949 Jonasz
27949 Jonasz è un asteroide della fascia principale. Scoperto nel 1997, presenta un'orbita caratterizzata da un semiasse maggiore pari a 2,3097244 UA e da un'eccentricità di 0,1326317, inclinata di 9,92603° rispetto all'eclittica.